# 唐纳德·派珀
唐纳德·阿瑟·派珀（英語：Donald Arthur Piper，1911年3月5日—1963年3月25日），美国篮球运动员，曾代表美国参加1936年夏季奥运会男子篮球比赛，并获得金牌。
他还为加州大学洛杉矶分校打过大学篮球。